# Giuseppe Pignatone
Giuseppe Pignatone (Caltanissetta, 8 maggio 1949) è un ex magistrato italiano, procuratore della Repubblica di Roma dal 2012 al 2019 e presidente del Tribunale di prima istanza della Città del Vaticano dal 3 ottobre 2019 al 31 dicembre 2024.

## Biografia
Figlio di Francesco Pignatone, deputato della Democrazia Cristiana negli anni '50, Giuseppe Pignatone si laurea in giurisprudenza all'università di Palermo nel 1971. Entra in Magistratura nel 1974 e dopo una parentesi come Pretore a Caltanissetta, nel 1977 viene trasferito alla Procura della Repubblica di Palermo come sostituto procuratore.

### Carriera a Palermo
A Palermo lavora a Palazzo di giustizia per oltre 30 anni. È stato uno dei collaboratori più vicini al procuratore Pietro Giammanco, insieme a Guido Lo Forte. Nel 1991 Giovanni Falcone nei suoi diari scrive di forti contrasti con lui, che lo costringono ad andare via da Palermo.
Collabora con Giancarlo Caselli nei primi anni della sua Procura (1993-1996) contribuendo con Francesco Lo Voi e Alfonso Sabella a catturare vari latitanti di mafia.
Nel 1996, sempre durante la guida della procura di Giancarlo Caselli, si trasferisce alla procura presso la pretura di Palermo, prima come aggiunto e poi come reggente.
Nel 1997 la Procura di Caltanissetta aprì un'indagine nei suoi confronti e dei magistrati Pietro Giammanco, Guido Lo Forte e Ignazio De Francisci per i reati di abuso e corruzione di atti giudiziari, a seguito delle accuse del collaboratore di giustizia Angelo Siino, il quale sosteneva di averli corrotti per ricevere una copia del rapporto del ROS dei Carabinieri su "Mafia e Appalti" depositato in Procura. Nel 2000 l'indagine è stata archiviata del GUP del tribunale di Caltanissetta perché non si riuscirono a trovare prove alle accuse di Siino.
Ha collaborato poi a lungo con Piero Grasso, divenuto nel 1999 Procuratore della Repubblica di Palermo (e successivamente Procuratore nazionale antimafia), nella conduzione della procura e della Direzione Distrettuale Antimafia di Palermo. Con lui viene nominato nel 2000 Procuratore aggiunto.
Nel 2003 ha messo sotto indagine Totò Cuffaro, allora Presidente della Regione Siciliana, poi condannato definitivamente a 7 anni per favoreggiamento aggravato a Cosa Nostra. Ha anche coordinato le indagini che hanno portato all'arresto del superlatitante Bernardo Provenzano.
Nel 2006 si candidò alla guida della procura palermitana per il "dopo Grasso"", ma il CSM gli preferì Francesco Messineo.

### Procuratore a Reggio Calabria
Nel 2008 è stato nominato dal Consiglio Superiore della Magistratura Procuratore della Repubblica di Reggio Calabria. Anche in Calabria continua la sua attività contro la criminalità organizzata assestando numerosi colpi alla 'ndrangheta essendo anche a capo della Direzione distrettuale antimafia di Reggio Calabria. Per il suo impegno contro la 'ndrangheta ha subito alcune intimidazioni e minacce, in particolare il 5 ottobre 2010 viene trovato, a seguito di telefonata anonima, un bazooka dinanzi alla sede della Procura della Repubblica di Reggio Calabria indirizzato proprio a Giuseppe Pignatone.
A Reggio Calabria ha portato a termine numerose operazioni di polizia contro la 'ndrangheta; tra le più importanti c'è l'inchiesta Crimine coordinata da due procure (Reggio Calabria e Milano) che ha consentito di svelare il carattere unitario della 'ndrangheta con organismi di vertice (simili alla cupola di Cosa nostra) come la Provincia o il crimine e ha confermato ancora di più la forte presenza della criminalità organizzata calabrese al Nord Italia.

### Procuratore a Roma
Nel marzo 2012 è stato nominato dal CSM, con voto unanime, procuratore della Repubblica di Roma.
Il 4 ottobre seguente, su suo ordine, i carabinieri del NOE coordinati da Sergio De Caprio, meglio noto come Ultimo, e dal capitano Pietro Rajola Pescarini, hanno perquisito l'abitazione di Massimo Ciancimino a Palermo e di altri imprenditori e prestanome alla ricerca di carte, file e documenti sulla Ecorec utili alle indagini avviate dai pm Delia Cardia e Antonietta Picardi in riguardo al riciclaggio di denaro nella più grande discarica di rifiuti in Europa a Glina (Romania) del valore di circa 115 milioni di euro e che, secondo gli investigatori, è riconducibile proprio a Ciancimino e farebbe parte del tesoro accumulato dal padre Vito quando era sindaco di Palermo.

#### Mafia capitale
Il 2 dicembre 2014 Pignatone coordina un'indagine - sugli intrecci tra criminalità mafiosa e politica nel Comune di Roma - denominata "Mafia Capitale" che porta a 37 arresti tra membri della criminalità capitolina capeggiati da Massimo Carminati, esponenti del centrodestra della giunta Alemanno, esponenti del PD, nonché del consiglio comunale di centro sinistra. Più di 100 gli indagati. La sentenza di primo grado del 20 luglio 2017 fa decadere per tutti gli imputati l'accusa di associazione mafiosa, un anno dopo quella di secondo grado invece la conferma in toto. A ottobre del 2019 invece la Corte di Cassazione, al termine di un procedimento acceso, ha escluso che Mafia Capitale fosse una organizzazione secondo i criteri previsti dall'articolo 416 bis del Codice Penale. In particolare, la Suprema Corte ha ritenuto esistenti due diversi organizzazioni criminali semplici (l'una sotto il controllo dell'imprenditore Salvatore Buzzi e l'altra sotto Massimo Carminati). 
Conclude la sua esperienza attiva nella magistratura italiana il 9 maggio 2019 per raggiunti limiti di età.

### Gli ultimi anni in Vaticano
Il 3 ottobre 2019 Papa Francesco lo ha nominato presidente del Tribunale di prima istanza dello Stato della Città del Vaticano. È anche editorialista del quotidiano la Repubblica. Si dimette il 10 dicembre 2024 per raggiunti limiti d’età e Papa Francesco ha accettato le dimissioni a far data dal 31 dicembre 2024.

## Pubblicazioni
- Il contagio, (con Michele Prestipino), Laterza, 2012
- Modelli criminali: Mafie di ieri e di oggi, (con Michele Prestipino), Laterza, 2019